# بيرت زاكمان
بيرت زاكمان (بالألمانية: Bert Sakmann) ـ (ولد في 12 يونيو 1942) هو عالم ألماني تخصص في علم وظائف الخلية. تقاسم جائزة نوبل في الطب أو علم وظائف الأعضاء مع مواطنه إرفين نيهر سنة 1991 لأبحاثهما عن «وظيفة قنوات الأيونات الفردية في الخلايا»، ولابتكارهما تقنية لدراسة قنوات الأيونات في الخلية ساعدت في دراسة الخلايا القابلة للاستثارة كالخلايا العصبية وخلايا عضلة القلب والألياف العضلية وخلايا بيتا البنكرياسية، وتدعى تقنية الالتقاط الرقعي.
عمل زاكمان أستاذاً بجامعة هايدلبرغ، وهو الآن عضو علمي شرفي بمعهد ماكس بلانك للأبحاث الطبية في هايدلبرغ بألمانيا. كما يرأس منذ سنة 2008 مجموعة بحثية في معهد ماكس بلانك للبيولوجيا العصبية.
ولد زاكمان في شتوتغارت، ثم التحق بالمدرسة الأهلية في لينداو، وأنهى دراسته الثانوية في مدرسة فاغنبورغ الثانوية في شتوتغارت سنة 1961. درس الطب بدءاً من عام 1967 في كل من توبنغن وفرايبورغ وبرلين وباريس وميونخ. وبعد أن اجتاز الامتحانات الطبية في جامعة لودفيغ-ماكسميليانس في ميونخ، عين مساعداً طبياً في جامعة ميونخ سنة 1968، وعمل ـ في الوقت ذاته ـ مساعداً علمياً في قسم الفسيولوجيا العصبية بمعهد ماكس بلانك للطب النفسي بميونخ تحت إشراف أوتو ديتلف كروتزفيلت. وفي سنة 1971 انتقل إلى كلية لندن الجامعية، حيث عمل بقسم الفيزياء الحيوية تحت إشراف برنارد كاتس (حائز جائزة نوبل في الطب لسنة 1970). وفي سنة 1974 أنهى رسالته للدكتوراه، وكان عنوانها «الفسيولوجيا الكهربية للتكيف البصري للضوء في شبكية عين القطة» (بالألمانية: Elektrophysiologie der neuralen Helladaptation in der Katzenretina) وذلك في كلية الطب بجامعة غوتينغن.
ثم عاد زاكمان في نفس العام (1974) إلى مختبر أوتو كوتزفيلت، الذي كان قد نُقل إلى معهد ماكس بلانك للكيمياء الفيزيائية الحيوية في غوتينغن، ثم التحق زاكمان بمجموعة بيولوجيا الأغشية الحيوية بالمعهد سنة 1979.
وفي سنة 1986، حصل زاكمان وإرفين نيهر على جائزة لويزا غروس هورويتز من جامعة كولومبيا الأمريكية، وفي سنة 1987 حصل زاكمان على أرفع جائزة علمية ألمانية وهي جائزة غوتفريد فيلهلم لايبينتز من مؤسسة البحوث الألمانية (بالألمانية: Deutsche Forschungsgemeinschaft). وفي سنة 1991 تُوجت جهود زاكمان البحثية بحصوله على جائزة نوبل في الطب مناصفة مع شريكه في البحث العلمي في غوتينغن إرفين نيهر.
وفي 2 يونيو 2009 أعلن بيتر غروس ـ رئيس جمعية ماكس بلانك ـ تعيين زاكمان مديراً علمياً لمعهد ماكس بلانك بولاية فلوريدا الأمريكية، وهي مؤسسة بحثية مختصة بالبحث الطبي الحيوي تابعة لمعهد ماكس بلانك في جامعة فلوريدا الأطلسية بمدينة جوبيتر التابعة لولاية فلوريدا.

## روابط خارجية
- بيرت زاكمان على موقع الموسوعة البريطانية (الإنجليزية)
- بيرت زاكمان على موقع مونزينجر (الألمانية)
- بيرت زاكمان على موقع إن إن دي بي (الإنجليزية)